# تجني الوهبانية
تجني الوهبانية، عتيقة أبي المكارم بن وهبان ( - 575 هـ) شيخة محدثة معمرة، حدثت عن أبي الخطاب نصر ابن أحمد، وطراد بن محمد الزينبي، والحسن من أحمد بن طلحة النعالي، وحدث عنها أبوسعد السمعاني، والشيخ الموفق، والناصح بن نجم الحنبلي، وفخر النساء بنت الوزير، وآخرون.